# 杈子枪
杈子枪是一种藏族兵器，它和藏刀和藏矛一同被称之为“藏兵三宝”。
这种枪为最老式的火绳枪，需要靠火绳来引发火药爆炸，推动铅弹出膛，与后来清末出现的燧发火枪有很大区别。
现在这种枪在藏区已经很少见到了，这种制枪的工艺在藏区失传多年，加上藏区屡次交枪和保护意识不到位，这种枪传世很少。

## 杈子
杈子是杈子枪最为重要的一部分，同时具备了刺刀和枪架两种功能。